# ファーディナンド・ダルバーグ＝アクトン

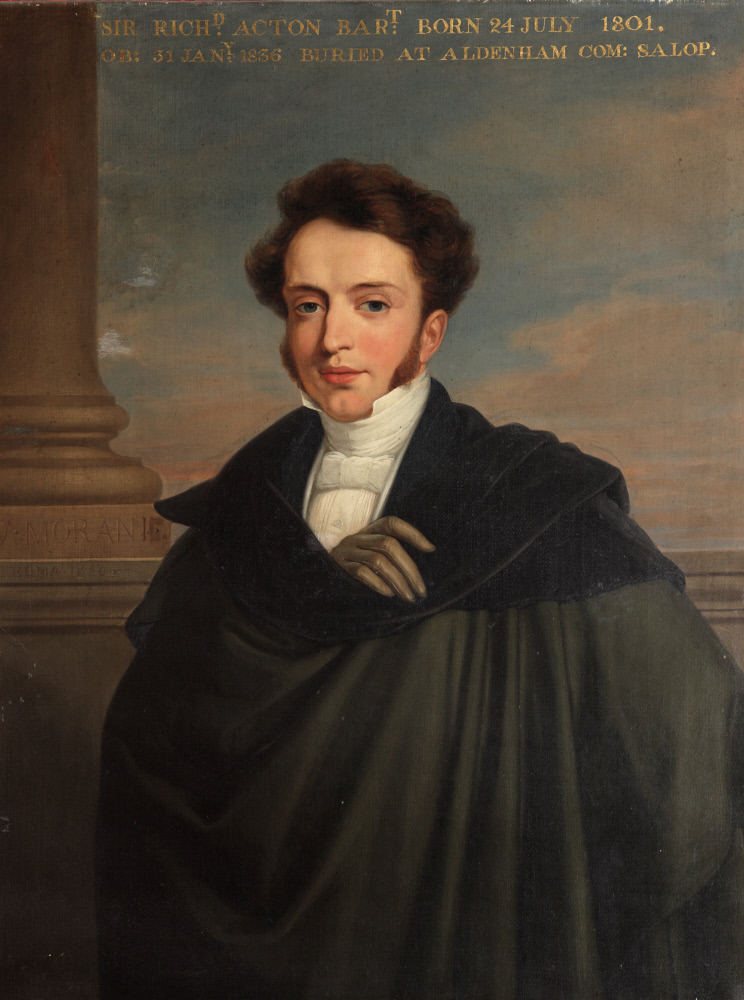
サー・ファーディナンド・"リチャード"・アクトン、V・モラーニ画、1830年、ナショナル・トラスト蔵

第7代準男爵サー・ファーディナンド・リチャード・エドワード・ダルバーグ＝アクトン（英: Sir Ferdinand Richard Edward Dalberg-Acton, 7th Baronet, 1801年7月24日 - 1837年1月31日）は、イタリアの地主。歴史家・政治思想家の初代アクトン男爵ジョン・アクトンの父にあたる。

## 生涯
政治家サー・ジョン・アクトン（南イタリア・ナポリ王国の首席大臣）とその50歳年下の妻メアリー・アン・アクトンの間の第1子（長男）として、ナポリ王室が亡命宮廷を置くシチリア島パレルモで生まれる。両親は実の伯父と姪の間柄だった。
1811年に父が死ぬと10歳で準男爵位を継承した。教育は英国のウェストミンスター・スクールとケンブリッジ大学モードリン・カレッジで受けた。
1826年、ナポリ湾を望む風光明媚な市街地に、庭園をそなえた新古典主義様式の邸宅ヴィラ・ピニャテッリを建造した（ヴィラは彼の死後、ナポリ・ロスチャイルド家に売却された）。
1837年1月23日、若い友人で外交官のオーガスタス・ロフタス卿を伴ってパリ・テュイルリー宮殿で開かれたパーティーに参加した際、大変な混雑のせいで自身の馬車や外套を預けていた従者たちとはぐれてしまい、薄着で厳冬の中、帰宅のため辻馬車を探して風邪をひいた。妻の信奉するホメオパシー療法医が治療を担当し、コースティカム（causticum）やストリキニーネ、トリカブトを服用するも効果が出ず、高熱で死亡した。葬儀はパリ7区サン＝トマ＝ダカン教会で営まれ、ロシア・オーストリア・プロイセン各国の駐仏大使を始め大勢の外交官が出席、国王ルイ・フィリップも自分の副官を代理として参列させた。

## 家族
1832年1月9日、マリー・ルイーズ（ドイツ出身のフランス外交官エメリッヒ・ヨーゼフ・フォン・ダールベルク公爵の一人娘）と結婚し、1834年に一人息子ジョンが生まれた。
1833年10月20日、夫妻は複合姓「ダルバーグ＝アクトン」姓を称することをイギリス国王の勅許状により認可された。
- （長男）ジョン・ダルバーグ=アクトン（1834年-1902年）- 初代アクトン男爵

## 引用・脚注
1. 1 2 3 4 5  Cokayne, George Edward, ed. (1900). The Complete Baronetage (1625–1649) (英語). Vol. 2. Exeter: William Pollard & Co. p. 219.
2. ↑  "Acton [post Dalberg-Acton], Sir [Ferdinand] Richard [Edward], Bart. (ACTN819FR)". A Cambridge Alumni Database (英語). University of Cambridge.
3. ↑  “Villa Pignatelli | museum, Naples, Italy | Britannica” (英語). www.britannica.com. 2024年9月22日閲覧。
4. ↑   "maladie de sir Richard Acton" Archives et journal de la médecine homoeopathique. 6. (1837). pp. 315–317
5. ↑  “The Chevalier Acton”. The Times (1837年2月17日). 2020年10月23日閲覧。

- | イングランドの準男爵         | イングランドの準男爵              | イングランドの準男爵         |
| ---------------------------- | --------------------------------- | ---------------------------- |
| 先代 サー・ ジョン・アクトン | （オルデナムの） 準男爵 1811–1837 | 次代 サー・ ジョン・アクトン |